# Бланес
Бланес (шп. Blanes) град је у Шпанији у аутономној заједници Каталонија у покрајини Ђирона. Према процени из 2017. у граду је живело 39 060 становника.

## Становништво
Према процени, у граду је 2017. живело 39 060 становника.
| 2017.  |
| ------ |
| 39.060 |